# Ulrich-Wildgruber-Preis
Der Ulrich-Wildgruber-Preis ist ein Theaterpreis zur Förderung junger Schauspieler, der im Gedenken an den 1999 verstorbenen Schauspieler Ulrich Wildgruber verliehen wird. 
Das Magazin stern hatte den Preis zusammen mit der Münchner Theateragentin Carola Studlar und den Hamburger Kammerspielen (Intendanz Ulrich Tukur/Ulrich Waller) ins Leben gerufen; er bestand bis 2002 aus einem einjährigen Stipendium in Höhe von monatlich 500 Euro. 2003 bis 2006 wurde kein Preis vergeben.
Seit 2007 wird er in Zusammenarbeit mit dem Förderkreis des St.-Pauli-Theaters (Intendanz Thomas Collien/Ulrich Waller) in Hamburg erneut vergeben. Bis 2016 wurde der Preis durch die Nordmetall-Stiftung unterstützt, die den Großteil der Dotierung von 10.000 Euro (bis 2009: 7.500 Euro) übernahm. Danach wurde die Finanzierung von Michael Behrendt, der den Aufsichtsrat der Reederei Hapag-Lloyd leitet, und seiner Frau Cornelia übernommen.
Der Preisträger erhält neben dem Geldbetrag eine 41 cm hohe Bronze-Skulptur, die von dem norddeutschen Künstler Thomas Jastram angefertigt wurde. Diese Skulptur wurde erstmals im Januar 2014 überreicht.
Diese Auszeichnung für Nachwuchsschauspieler soll „eigenwillige Begabungen fördern, die in einer Welt von geklonten Fernsehgesichtern besonders aufgefallen sind und ihnen helfen, geradlinig und kompromisslos ihren Weg fortzusetzen“, sagt das St. Pauli Theater auf seiner Webpräsenz.

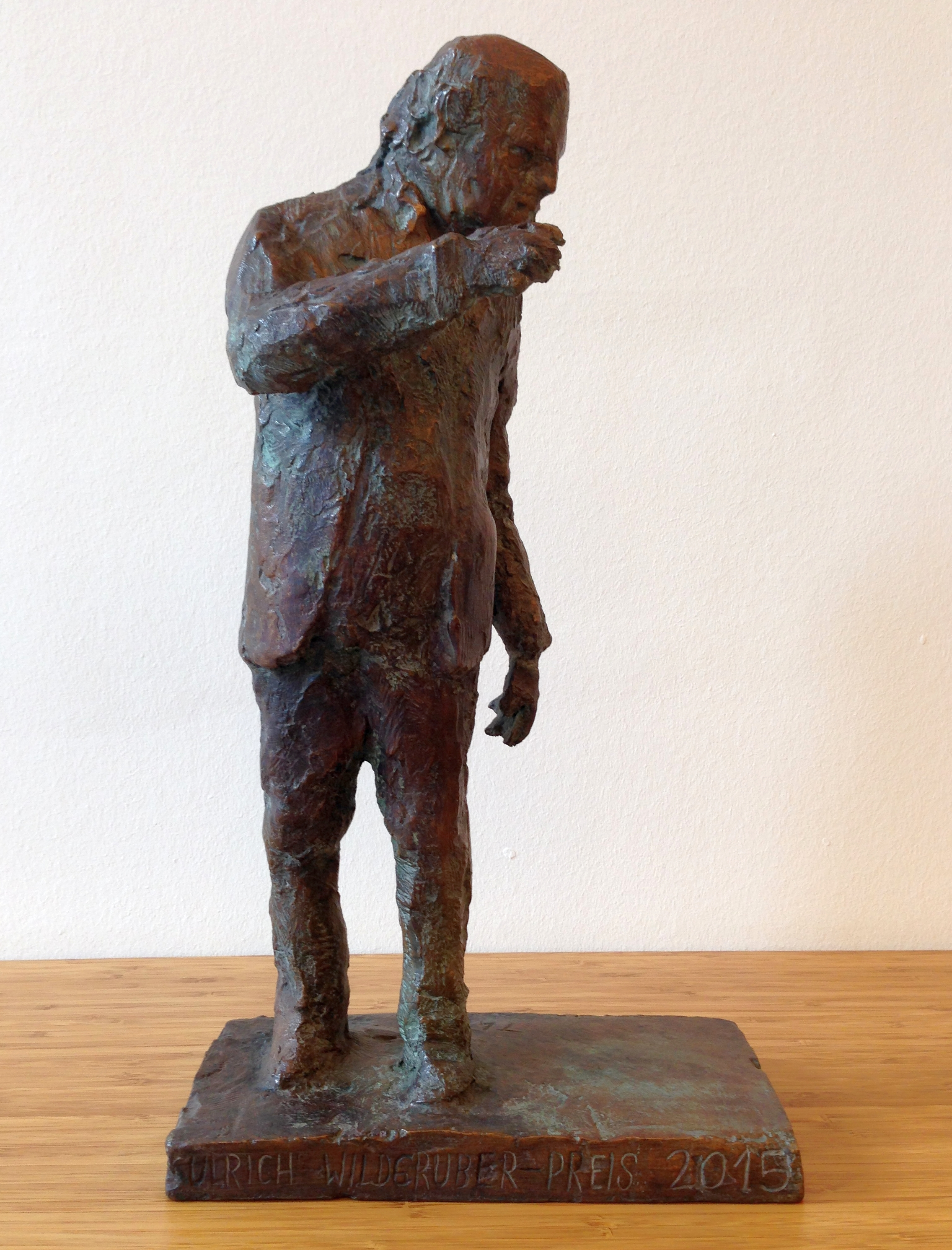
Ulrich Wildgruber Preis, Bronze-Skulptur von Künstler Thomas Jastram

## Preisträger
- 2000: Bibiana Beglau
- 2001: August Diehl
- 2002: Birgit Minichmayr
- 2007: Maren Eggert
- 2008: Alexander Scheer
- 2009: Sandra Hüller
- 2010: Katharina Schüttler
- 2011: André Szymanski[3]
- 2012: Caroline Peters
- 2013: Brigitte Hobmeier
- 2014: Fabian Hinrichs[4]
- 2015: Friederike Becht
- 2016: Lina Beckmann[5]
- 2017: Kathleen Morgeneyer
- 2018: Valery Tscheplanowa[6]
- 2019: Franz Rogowski[2]
- 2020: Lilith Stangenberg[7]
- 2023: Dimitrij Schaad[8]
- 2024: Amanda Babaei Vieira[9]
- 2025: Linn Reusse[10]